# Androctonus baluchicus
Espèce
Synonymes
- Buthus australis baluchicus Pocock, 1900

Androctonus baluchicus est une espèce de scorpions de la famille des Buthidae.

## Distribution
Cette espèce se rencontre au Pakistan et en Afghanistan.

## Description
Les mâles mesurent de 65 à 67 mm et la femelle 70 mm.

## Systématique et taxinomie
Cette espèce a été décrite sous le protonyme Buthus australis baluchicus par Pocock en 1900. Elle est suit son espèce dans le genre Androctonus en 1948, elle est considérée comme une sous-espèce d'Androctonus amoreuxi par Vachon en 1959. Elle est élevée au rang d'espèce par Lourenço en 2005.

## Étymologie
Son nom d'espèce lui a été donné en référence au lieu de sa découverte, le Baloutchistan.

## Publication originale
- Pocock, 1900 : « Arachnida. » The fauna of British India, including Ceylon and Burma, London, Taylor and Francis, p. 1-279 (texte intégral).